# 섬터 요새

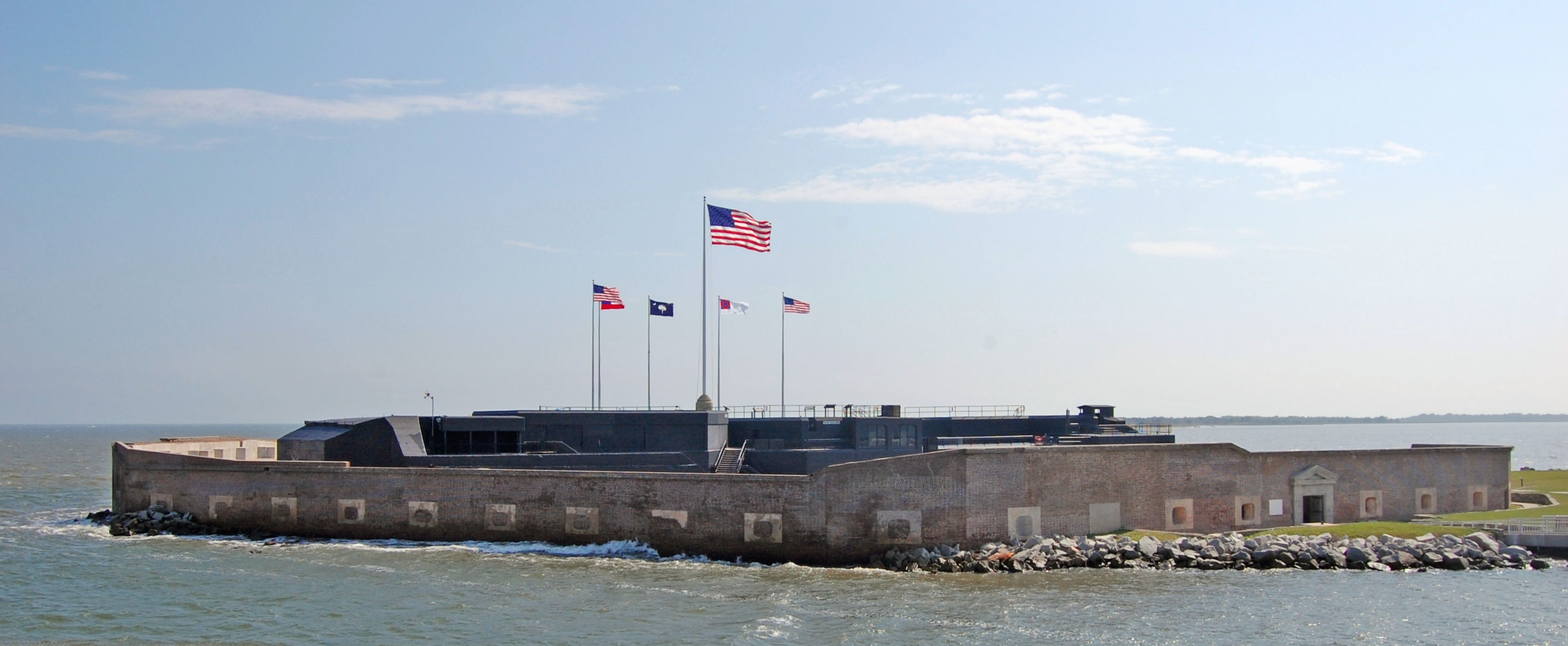

섬터 요새(Fort Sumter)는 미국 사우스캐롤라이나주 중부의 찰스턴에 있는 요새이다. 섬터라는 명칭은 토머서 섬터 장군의 이름에서 따온 것이지만, 남북 전쟁을 촉발 시켰던 섬터 요새 전투로 알려져 있다.